# Bronisław Kader

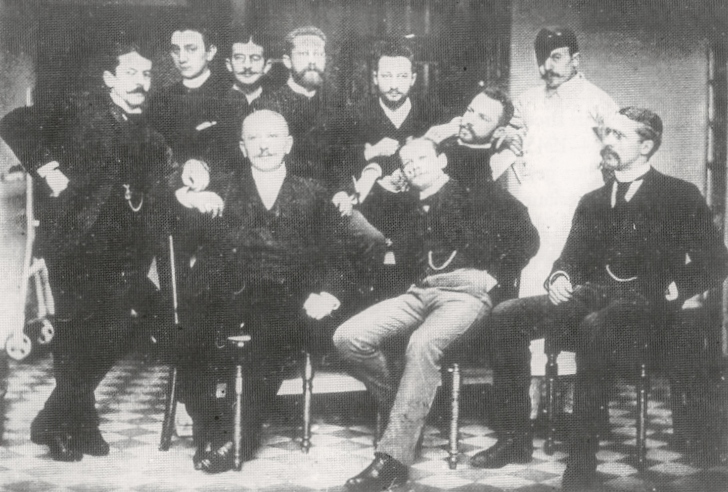
Kader w grupie asystentów Mikulicza (w środku, leży na stole)

Bronisław Edward Andrzej Kader(-Kaderas) (ur. 6 maja 1863 w Wilnie, zm. 24 października 1937 w Krakowie) – polski chirurg.

## Życiorys
Syn kalwińskiego duchownego Andrzeja Kadera (1831–1902) i Anny z Lipińskich. Ukończył gimnazjum w Wilnie, następnie studiował medycynę na Uniwersytecie w Dorpacie. Należał do Konwentu Polonia. Po studiach został asystentem profesora Eduarda von Wahla, potem Wernera Zoege von Manteuffla i Ottona Küstnera. W 1891 roku, już po śmierci Wahla, przedstawił swoją dysertację doktorską. Od stycznia do marca 1891 w berlińskiej klinice chirurgii u Bergmanna, od maja we Wrocławiu, gdzie rozpoczął pracę w klinice Jana Mikulicza-Radeckiego. Etat asystenta kliniki otrzymał w 1893 roku, w 1895 roku został starszym asystentem. W 1897 roku habilitował się, jego praca habilitacyjna Klinische Beitraege zur Aetiologie und athologie der sog. primaeren Muskelenzuendungen dotyczyła zapalnego kręczu szyi. Po opuszczeniu kliniki został naczelnym lekarzem Szpitala Zjednoczonych Fabryk Czerwonego Krzyża w Łodzi, do której dojeżdżał z Wrocławia. Zrezygnował z tej funkcji z powodu konfliktu z miejscowymi lekarzami; przyjął wówczas ofertę stanowiska naczelnego lekarza szpitala miejskiego w Łodzi. W 1898 roku stanął do konkursu na katedrę chirurgii Uniwersytetu w Charkowie. Po śmierci Alfreda Obalińskiego w Krakowie Kader został zaproszony przez wydział UJ do zajęcia opuszczonej katedry i wyraził zgodę. Katedrę i klinikę objął na początku października 1899 roku. Zreorganizował klinikę, wykorzystując także środki z własnych funduszy. Zwiększył liczbę asystentów i personelu pomocniczego kliniki. Po śmierci prymariusza oddziału chirurgicznego Szpitala św. Łazarza, Rudolfa Trzebicky'ego, zaproponował połączenie tego oddziału ze swoją kliniką. Pomysł Kadera został skrytykowany przez krakowskie środowisko lekarskie i prasę codzienną, ostatecznie upadł. Prymariuszem w szpitalu św. Łazarza został Józef Bogdanik (odrzucono kandydatury Bossowskiego, Rutkowskiego i Chlumskiego). W 1910 roku został dziekanem wydziału lekarskiego UJ. Prezes Towarzystwa Lekarskiego Krakowskiego (1914), potem członek honorowy.
1 sierpnia 1914 roku mianowany lekarzem sztabowym I klasy w stopniu pułkownika, inspektorem chirurgicznych oddziałów zabiegowych twierdzy Kraków i komendantem fortecznego szpitala klinicznego (Klinisches Festungspital), powstałego z połączenia czterech głównych klinik UJ. Po przesunięciu się frontu na wschód nie uzyskał zwolnienia z wojska, ale przydzielono mu nową funkcję inspektora szpitali frontowych. Jesienią 1917 roku podczas przeprowadzania inspekcji sanitarnej wzdłuż frontu północnego zakaził się podczas przeprowadzanej przez siebie operacji i przebył zakażenie krwi. Jednocześnie zaczął doznawać stopniowego pogorszenia wzroku, którego przyczyną był gruczolak przysadki mózgowej. Operowany w Wiedniu przez docenta Oskara Hirscha i po raz drugi w 1920 roku przez Antona von Eiselberga. Rana operacyjna uległa zakażeniu, przez kilka tygodni Kader był w ciężkim stanie zagrażającym życiu. Stracił częściowo wzrok. Na wniosek Wydziału Lekarskiego UJ Ministerstwo Wyznań Religijnych i Oświecenia Publicznego zwolniło Kadera z kierowania kliniką i przyznało mu stanowisko czynnego profesora zwyczajnego chirurgii teoretycznej. Kliniką podczas choroby Kadera kierowali jego uczniowie, Michał Hładij (1917–1919) i Kornel Michejda (1919–1921), a od kwietnia 1921 Maksymilian Rutkowski.
Żonaty z Karoliną Joanną Tender, potem powtórnie (24 kwietnia 1923) Charlottę Teucher z Drezna.
Zmarł w Krakowie 24 października 1937. Pochowany 28 października w grobowcu rodzinnym na Cmentarzu Ewangelickim w Wilnie.

## Ordery i odznaczenia
- Krzyż Komandorski Orderu Odrodzenia Polski (27 listopada 1929)[4]
- Złoty Krzyż Zasługi (11 listopada 1936)[5]

## Dorobek naukowy
Jako pierwszy opisał tzw. objaw Wahla-Kadera, jest też autorem sposobu wytwarzania gastrostomii oraz pomysłodawcą używanego do dziś haka jelitowego.

## Wybrane prace
- Zur Technik der Gastrostomie. Zentralblatt fuer Chirurgie 23, s. 665 (1896)
- Caput obstipum musculare. Beitraege fuer klinische Chirurgie 17/18 (1897)
- Klinische Beitraege zur Aetiologie und Pathologie der sogenanten primaeren Muskelentzuendungen. Breslau 1897
- Langjaehrige Neuralgie des rechten Plexus cervicalis und brachialis infolge von narbiger Verletzung des linken Kopfnickers. Vollstaendige Heilung nach Tenotomie dieses Muskels. Mitteilungen aus den Grenzgebieten der Medizin und Chirurgie 2, s. 731–738 (1897)
- Krzywa szyja pochodzenia mięśniowego. Przegląd Chirurgiczny 3, s. 504, 4, s. 93 (1898)
- Zur Frage des Circulus vitiosus bei der Gastroenterostomie und ueber die "prophylactische" Nahrungzufuhr wahrend der Operation bei den am Magen Operierten. Verhandlungen der Deutschen Gesellschaft fuer Chirurgie 28, 1, s. 75–85 (1899)
- Leczenie zapaleń ostrych wyrostka robaczkowego (1911)
- O jejunostomii (1901)
- O leczeniu operacyjnem niezłośliwych zwężeń jelita grubego (1902)
- O postępowaniu przy przepuklinach uwięźniętych (1910)
- O znieczulaniu lędźwiowem (1911)
- O znieczulaniu ogólnem (1902)
- W sprawie cucenia zapomocą mięsienia serca w przypadkach nagłej śmierci w czasie operacyi. Przegląd lekarski (1910)
- W sprawie operowania doszczętnego przepuklin udowych. Przegląd lekarski (1906)
- Z chirurgji wątroby i dróg żółciowych (1902)